# Кетонурия
Кетонурия, ацетонурия  - состояние, когда кетоновые тела появляются в моче. На практике этим кетоном является ацетон , который благодаря своему характерному запаху легко ощущается в моче в случае его высокой концентрации, что дополнительно сопровождается повышением концентрации кетонов в крови (так называемая кетонемия), которая вызывает образование метаболического ацидоза , а сам ацетон может ощущаться в выдыхаемом воздухе.
Ацетон в организме человека обычно вырабатывается в следовых количествах в результате расщепления жира путем неферментативного декарбоксилирования уксусной кислоты (CH 3 COCH 2 COOH).
Биохимически, избыток кетонов в организме возникает, когда ацетилкофермент А не может быть использован в цикле Кребса.
Однако, клинически избыточное производство кетонов происходит в двух ситуациях:
Невозможность переваривать сахар из-за дефицита инсулина, который возникает при неконтролируемом диабете
в случае чрезмерного β-окисления жиров, что может привести к голоду.
Около 15% людей имеют кетонурию без каких-либо заболеваний. Другими редкими причинами кетонурии являются почечная гликозурия, гликогеноз, диета с низким содержанием углеводов (низкоуглеводная или Кетогенная диета) или высоким содержанием белка. Это состояние может также временно появиться в случае рвоты или лихорадки.
Лечение кетонурии является симптоматическим, то есть существующие нарушения должны быть компенсированы - нарушения уровня глюкозы, кислотно-щелочного и водно-электролитного баланса или адекватного баланса калорий.

#### Кетоновые тела
Кетоновые тела являются продуктом метаболизма жиров (кетогенеза) и включаются в себя бета-гидроксимасляную кислоту, ацетоуксусную кислоту и ацетон. Для организма кетоновые кислоты являются источником энергии и в нормальных условиях успевают перерабатываться, поэтому уровень концентрации в крови и моче поддерживается минимальный. В утренней моче количество кетоновых тел обычно незначительно. Появление повышенного количества кетоновых тел в моче и в крови является результатом ускоренного жирового обмена или низкого уровня метаболизма углеводов. В поддающихся измерениям величинах они обнаруживаются при концентрации в крови, превышающей 0,1—0,2 ммоль/л. Нормальной концентрацией в моче считается менее 0,3 мг/дл (0,05 ммоль/л). (Ошибка! В той статье указан предел чувствительности метода обнаружения, определяющий результат анализа "Negative". Нормальным же считается уровень примерно до 5 мг/дл (0,86 ммоль/л Архивная копия от 19 июля 2020 на Wayback Machine), по некоторым источникам - до 10 мг/дл) При большом количестве кетоновых тел у мочи может появиться фруктовый запах.
Кетонурия может наблюдаться при диабетическом кетоацидозе, при ограничениях в еде или голодании, при лихорадке из-за инфекционного процесса, на фоне алкоголизма, а также на фоне длительных тяжёлых физических нагрузок. Кетоновые тела в моче могут обнаруживаться на третьем триместре беременности, при схватках и родах, в послеродовом периоде, а иногда и в период грудного вскармливания. У новорождённых тоже может наблюдаться повышенное образование кетоновых тел, приводящее к кетонурии. У здоровых людей кетоновые тела в моче обнаруживаются лишь примерно в 1 % случаев.
Клинические тесты обычно определяют уровень ацетоуксусной кислоты в моче, а термин «ацетон», которым часто называют тестирование на кетоновые тела, устарел. Сравнения тестов, учитывающих ацетон и не учитывающих его, показали, что значимо он не влияет на результаты тестов. В тестах обычно используется нитропруссидная реакция, при которой нитропруссид натрия реагирует с ацетоуксусной кислотой из мочи в специально подготовленной среде и даёт окраску, по которой можно определить наличие или условное количество кетоновых тел в моче. При этом результаты тестов сильно зависят от свежести собранной мочи, поскольку ацетоуксусная кислота быстро преобразуется в ацетон, а бактерии, рост которых может происходить в моче, если они в ней присутствуют, могут активно перерабатывать ацетоуксусную кислоту.